# Ханна, Артур Дион
Артур Дион Ханна (англ. Arthur Dion Hanna; 7 марта 1928, Аклинс — 3 августа 2021, Нассау) — багамский политик, генерал-губернатор Багамских Островов с 1 февраля 2006 по 14 апреля 2010.
Член Прогрессивной либеральной партии, член парламента островов в 1960—1992, в 1967—1984 занимал должность заместителя премьер-министра Багамских островов. В 2006 назначен генерал-губернатором после отставки своей предшественницы Айви Дюмонт, за которую исполнял обязанности Пол Эддерли.
В 2010 году подал в отставку. На посту генерал-губернатора его сменил Артур Фоулкс.